# Gigolo

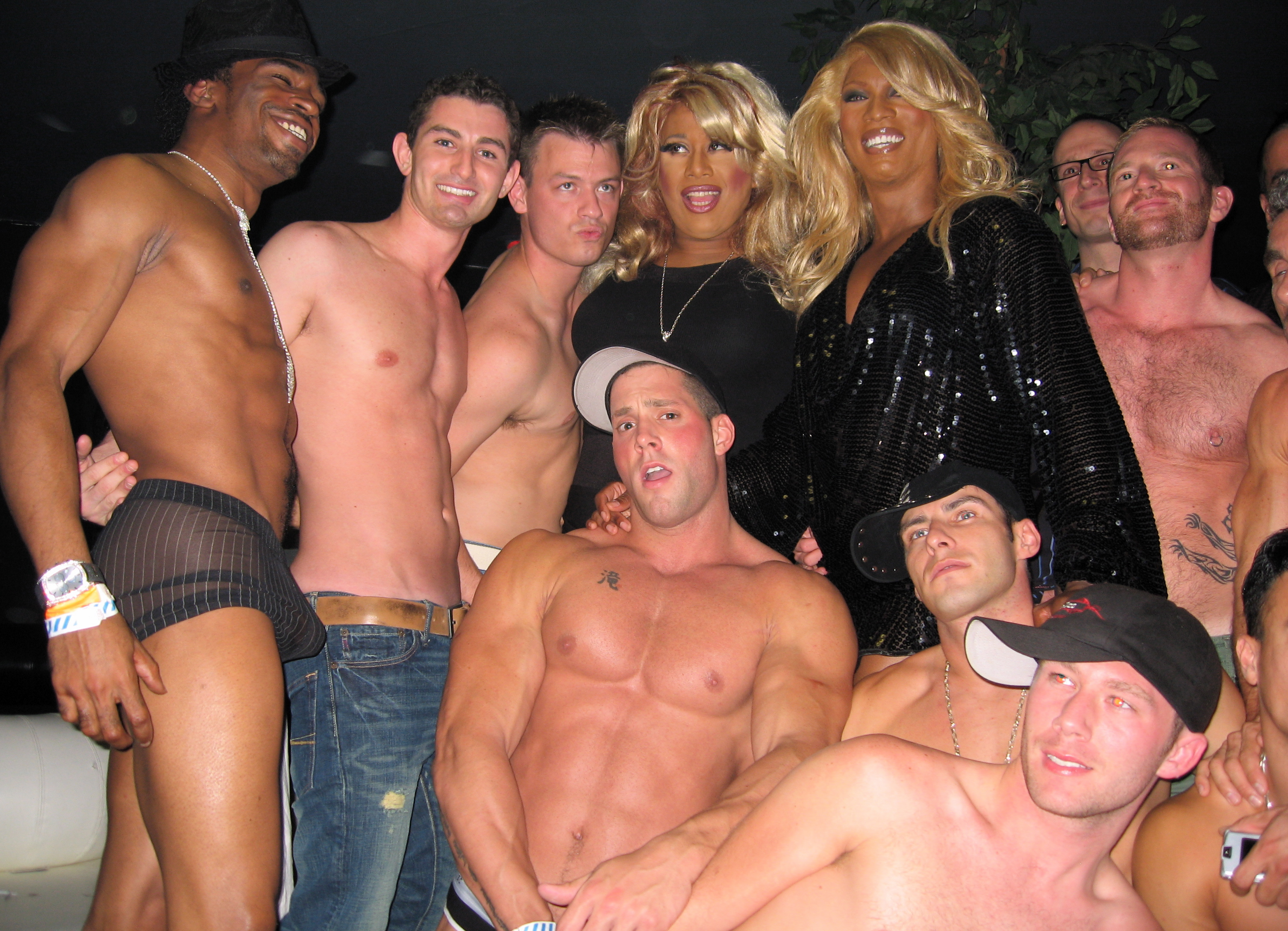
Mannelijke escorts

Een gigolo is een (mannelijke) prostitué; meestal wordt hiermee een man bedoeld die seksuele diensten aan vrouwen levert, maar het kan ook homoseksuele prostitutie betreffen. Het woord is ontleend aan het Frans. Een synoniem dat in onbruik is geraakt, is een lothario.
In 1925 had het Hotel Des Indes naar eigen zeggen een primeur in de vorm van een gigolo. In die tijd stond een gigolo voor een danser die ongetrouwde vrouwen vermaakte; pas later veranderde het imago van de gigolo.
In de filmcomedy Deuce Bigalow: European Gigolo uit 2005 speelt Rob Schneider een aquariumschoonmaker die 'per ongeluk' in het gigolovak rolt. Een andere film waarin dit beroep een rol speelt, is American Gigolo uit 1980 van regisseur Paul Schrader.
De Vlaamse, maar in het Frans schrijvende, André Baillon wordt in zijn biografie door Frans Denissen Le gigolo d'Irma Idéal genoemd. Shai Shahar, partner van sekscoach Cora Emens, is een bekende Nederlandse voormalig gigolo.